# Blackra1n
blackra1n은 지오핫이 개발한 iOS 버전 3.1.2 반탈옥 툴이다. 2008년에 rc1으로 처음 개발되어 2009년 10월 rc2, rc3를 연달아 발표하면서 rc3 발표 동시에 rc1,2의 서비스가 종료되었다.